# Eleutherodactylus counouspeus
Eleutherodactylus counouspeus är en groddjursart som beskrevs av Schwartz 1964. Eleutherodactylus counouspeus ingår i släktet Eleutherodactylus och familjen Eleutherodactylidae. IUCN kategoriserar arten globalt som starkt hotad. Inga underarter finns listade i Catalogue of Life.